# Tvivel
Denna artikel handlar om tvivel i betydelsen tes, se även Tvivel (singel).

Tomas, tvivlaren, Jesus lärjunge tvivlar på om det verkligen är Jesus som uppstått

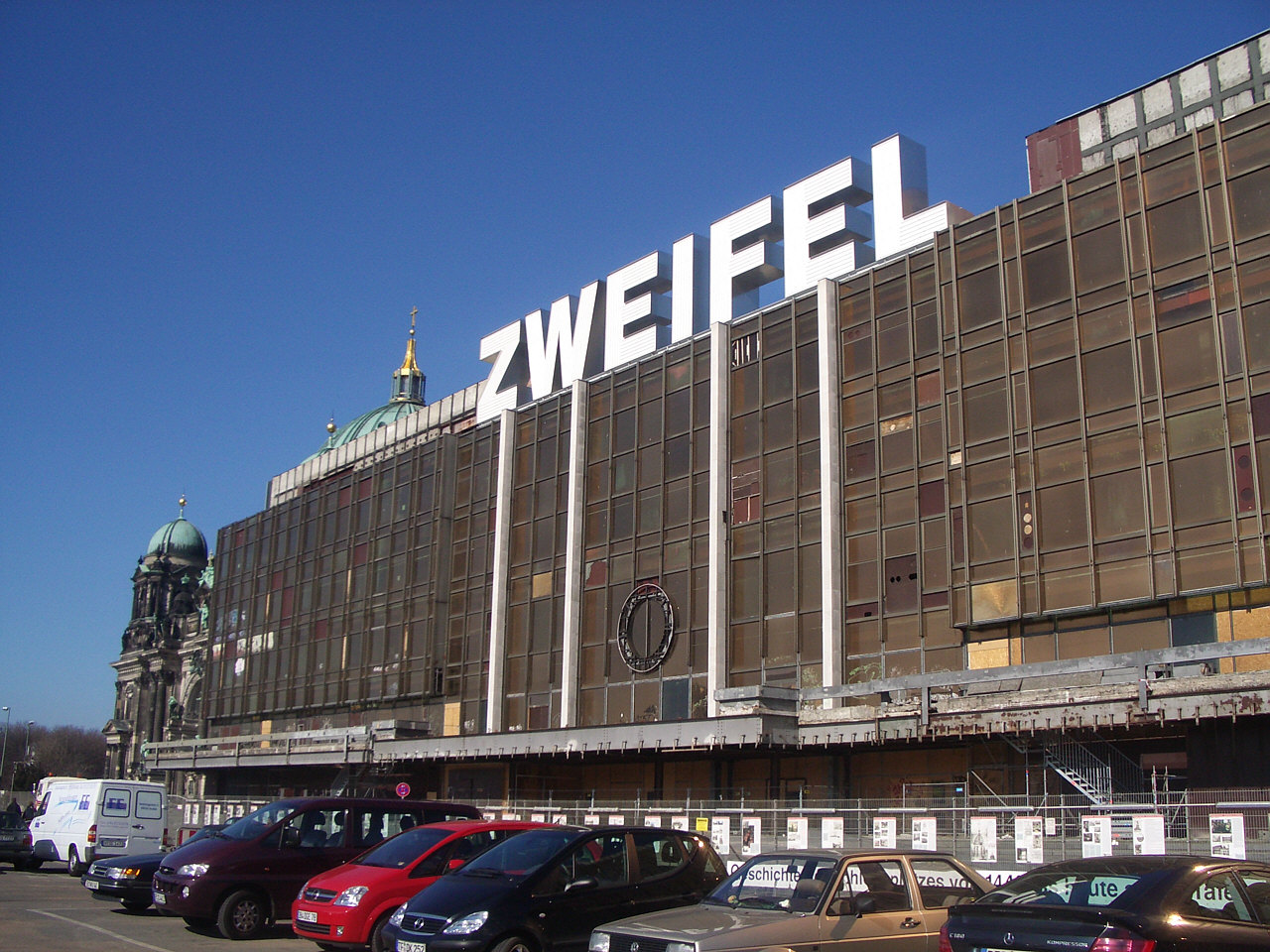
Konstnären Lars Rambergs verk Palast Der Zweifel (Tvivlets palats), installation på taket på Palast der Republik i Berlin

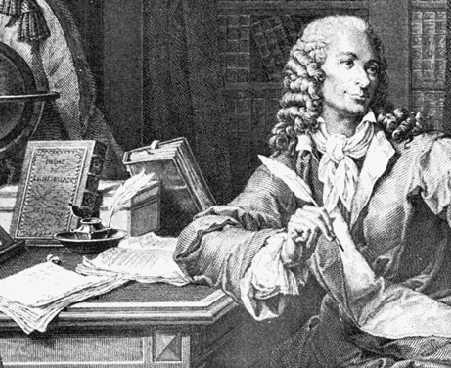
Voltaire var en skeptiker, eller tvivlare av samhällsordningen

Tvivel är osäkerhet i sammanhang som tillit (vari det antar formen otillit), uppträdande, beslut eller tro. Uttrycket 'att tvivla', betyder ungefär 'att ifrågasätta ens omgivning och livserfarenheter'.

## Logisk grund
I linje med idén om att tvivel är en subtil form eller ett symptom av en större rädsla eller fobi från egot, tillskriver ofta psykologer och psykoanalyser fenomenet till de tidigare stadierna i livet, när egot håller på att utvecklas, till exempel under barndomen. Där, där traditionen bibehålls, är var tvivel om ens talanger och till och med om ens identitet är planterad. Inflytandet från föräldrar och andra inflytelserika figurer bär har ofta en stor betydelse för resultatet av självbilden av barnet/egot. Rationella, sokratiska metoder används i beteendemodifikation, där personen systematiskt frågar sitt förstånd om tvivlet har någon grund. Denna metod står i kontrast till den buddhistiska tron, vilken involverar mer esoteristisk inställning till tvivel och inaktivitet. Buddhism ser allt tvivel som ett negativt fäste på ens förstådda förflutna och framtid. För att släppa taget från den personliga historien av ens liv och för att bekräfta denna frigörelse genom meditation varje dag är centralt i befrielsen från tvivel. Genom spirituellt utövande kan tvivel fördrivas, och vid det ögonblicket säger man att man 'lever i nuet'.

## Verkan på samhället
Tvivel tenderar att bli helt rationellt och gör så att vi tvekar innan vi handlar. 
I politik, etik och lagen, var väldigt viktiga beslut tas som avgör kursen på människors liv, är tvivel centralt, och det motiverar en genomtänkt process där man noga går igenom allt bevismaterial för att komma till ett beslut.
Den vetenskapliga metoden, och till en grad all vetenskap kan sägas bli helt motiverad av tvivel: istället för att acceptera nuvarande teorier, gör man fortsätter man göra åtskilliga tester för att se om de stämmer. Teknologi kan ses som utbredningen av experiment till en vidare användarbas, som tar stora risker. Användare behöver inte längre tvivla på tillämpningen av teorin i spel, men det finns fortfarande tvivel på hur spelen interagerar med den verkliga världen. 

## Psykopatologi
Överdrivet tvivel är vanligtvis associerat med tvångssyndrom, vilket ibland kallas 'tvivlens sjukdom'. 

## Religion
Enligt vissa spirituella traditioner är det en sorts rädsla. En tvivelaktig inre disposition leder till 'förgiftning' av ens verklighet, en plats där förnuftet vistas. Med andra ord betyder det att ens själv är konstlad och skadad av sådana idéer, eftersom det ofta leder till inaktivitet och skada till andra.
Tvivel debatteras väldigt ofta i kristendomens sammanhang, där man refererar till tvivel om frälsning och friköpande i ett eventuellt efterliv. Det här har blivit särskilt viktigt för protestanternas tro, där det räcker med att bara tro på Jesus som en frälsare och som mellanhand med Gud, för att få en positiv utgång i efterlivet. Debatten är mindre viktig i de flesta andra religioner och etiska traditioner.

## Filosofi
Allt som går att ifrågasätta eller skapar tvivel, speciellt ett argument eller ett yrkande. I vissa delar av filosofin, som logik är mycket av övningarna att dela upp vad som är osäkert eller tvivelaktigt och vad som är sannolikt eller säkert. Mycket av illogiken vilar på tvivelaktiga antaganden, information eller slutsatser, med retorik och censur i samma kategori. 